# 水滸伝
『水滸伝』（水滸傳、すいこでん）は、中国明代に書かれた長編型の白話小説。『西遊記』『三国志演義』『金瓶梅』とともに「四大奇書」に数えられる。
施耐庵（あるいは羅貫中）が、それまでの「講談」を集大成して創作したとされる。反権力的な内容であるため、しばしば禁書とされたが広く愛読され、現在も中国で「農民革命の文学」として高く評価されている。
「滸」は「ほとり」、『水滸伝』とは「水のほとりの物語」という意味であり、「水のほとり」とは作中で登場人物たちが本拠地とする梁山泊を指す。

## ストーリーの概略
時代は北宋末期、汚職官吏や不正がはびこる世の中。様々な事情で世間からはじき出された108人の好漢(英雄)が、大小の戦いを経て梁山泊（りょうざんぱく）と呼ばれる自然の要塞に集結。彼らはやがて、悪徳官吏を打倒し、国を救うことを目指すようになる。
ストーリーの詳細については#内容を参照。人物については#登場人物、「水滸伝百八星一覧表」、または「Category:水滸伝の登場人物」を参照。

## 来歴

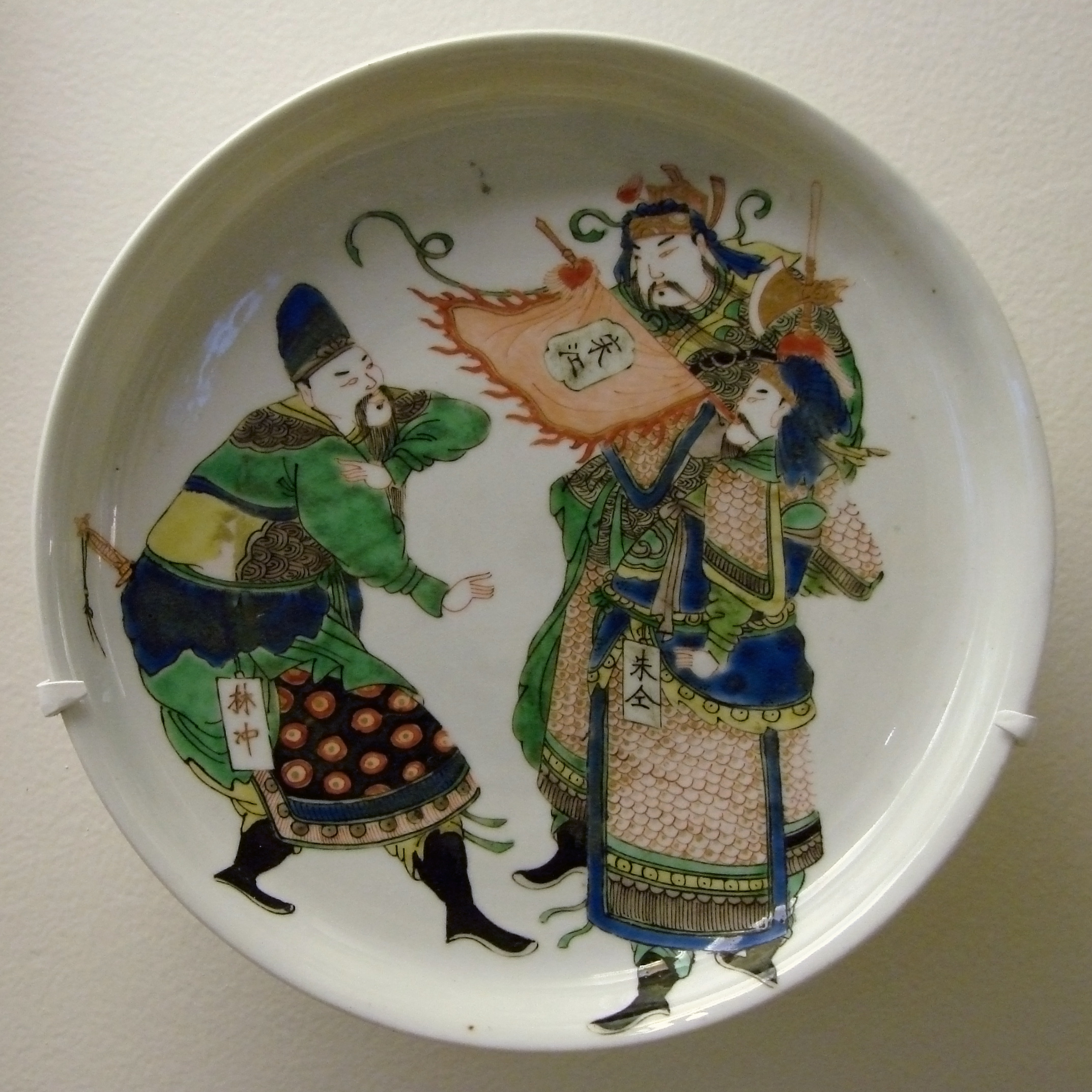
清代の皿絵に描かれた宋江・林冲・朱仝

水滸伝の物語は実話ではない。しかし14世紀の元代に編纂された歴史書『宋史』には、徽宗期の12世紀初めに宋江を首領とする36人が実在の梁山泊の近辺で反乱を起こしたことが記録されている。講談師たちは12世紀中頃に始まる南宋の頃には早くも宋江反乱の史実をもとに物語を膨らませていったと推定され、13世紀頃に書かれた説話集『大宋宣和遺事』には、宋江以下36人の名前と彼らを主人公とする物語が掲載されている。
15世紀頃にまとめられた水滸伝では、36人の豪傑は3倍の108人に増やされた。また、荒唐無稽で暴力的な描写や登場人物の人物像を改め、梁山泊は朝廷への忠誠心にあふれる宋江を首領とし、反乱軍でありながらも宋の朝廷に帰順し忠義をつくすことを理想とする集団と設定され、儒教道徳を兼ね備え知識人の読書にも耐えうる文学作品となった。とはいえ、反乱軍を主人公とする水滸伝は、儒教道徳を重んじる知識人にはあまり高く評価されず、もっぱら「民衆の読む通俗小説」として扱われた。その風潮の中で、明末の陽明学者で儒者の偽善を批判した李卓吾が、水滸伝のような通俗小説を高く評価したことはよく知られている。同じ時期に「農民反乱を扇動する作品である」として禁止令が出されており、また清代には京劇の題材にとられ、108人が皇帝に従うという展開が西太后などに好まれた。
中国共産党では、「投降主義」的であると見なされ、降伏経験のある幹部や原則主義的な立場から見て妥協的であるとされる幹部への間接的な批判として水滸伝批判が行われた。1975年の毛沢東の名による水滸伝批判では、「宋江が前首領の晁蓋を棚上げして実権を握り、自ら首領となった挙句に朝廷に帰順したことが革命への裏切りである」として非難され、批判的に読むための連環画形式のものも出版された。これは後に「四人組による周恩来批判であった」と解釈された。
文化大革命が党によって全面批判された後は、このような政治的位置付けは行われなくなり、京劇の上演なども復活している。

## 原本
中国の通俗小説は「回」と呼ばれる講談の一話に相当するまとまりからなるが、現存する版本からの考察では百回構成が最も古い形とされる。容与堂本では、梁山泊に百八人の豪傑が集うまでを描いた七十一回と、梁山泊と朝廷の奸臣たちが派遣した官軍との戦いを描く十回、百八人が朝廷の招安を受けて、北方の契丹人の王朝遼と戦う九回、江南で宋江たちと同じように方臘の乱を起こしていた方臘を官軍として討伐する中で梁山泊集団が壊滅してゆく過程を描いた十回に分かれる。
水滸伝が人気を博するようになると、16世紀頃に最後の方臘戦十回の前に、百回本では叛徒として名前が登場するのみの田虎・王慶の反乱軍を鎮圧するそれぞれ十回が付け加えられた百二十回からなる版が生まれた。これを百二十回本と呼び、もともとの百回構成の版を百回本と呼ぶ。
17世紀の清代に、金聖嘆は百回本のうち物語が面白い部分は梁山泊に百八人が集う第七十一回までであると判断し、第七十二回以降を切り捨てた上で、第七十一回後半を書き改めて最終回とし、かつ回数を整えるため本来の第一回を前置きとし、第二回以下の回目をそれぞれ一回ずつ繰り上げた七十回本を作り、出版した。遼との戦いを含む後半部分を、女真人による異民族王朝である清が忌避したためとする説もある。清代には七十回本が流行し、中国では20世紀に入るまで水滸伝と言えば七十回本を指した。中華人民共和国成立後、七十回本の体裁にならいつつ、回目を復旧した七十一回本も出版されている。

## 日本における受容

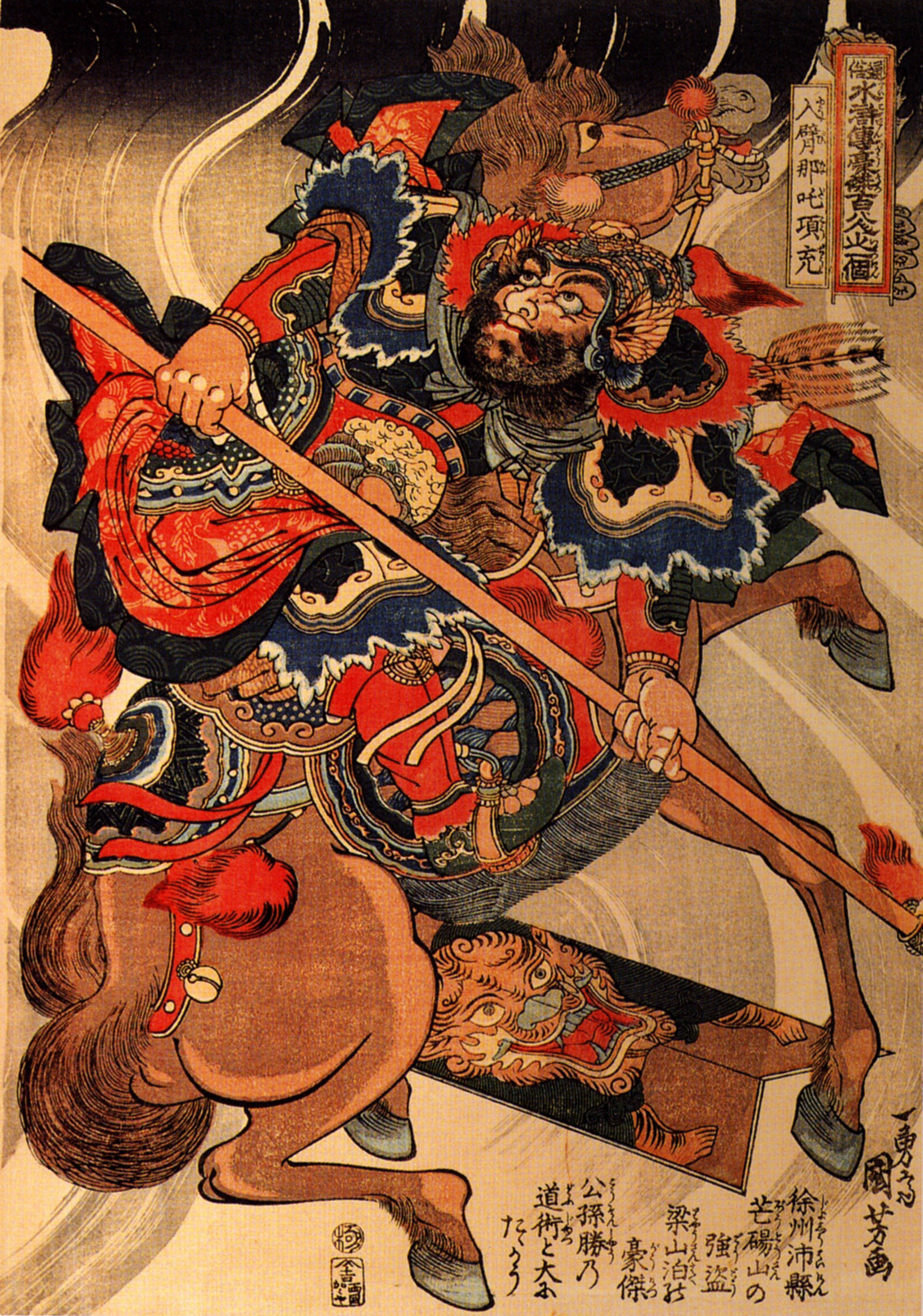
日本で描かれた水滸伝の豪傑。歌川国芳「」

日本へは江戸時代に輸入され、岡島冠山により『通俗忠義水滸伝』として和訳され、広く普及した。翻案が数多く作られ、たとえば1773年（安永2年）に成立した建部綾足『本朝水滸伝』は、現在日本の伝奇小説の先駆けともなる作品である。
19世紀には、浮世絵師の歌川国芳や葛飾北斎が、読本の挿絵や錦絵に描いた。曲亭馬琴が『新編水滸画伝』として翻訳を開始した際にも、挿絵は北斎によるものであった。馬琴による翻訳は後に版元とのいざこざで中絶してしまい、高井蘭山が後を続けたが、蘭山による内容は冠山訳をなぞったものだった。この馬琴・蘭山訳は、明治期まで何度も再刻された。馬琴は『椿説弓張月』や『南総里見八犬伝』にも水滸伝の構想を取り入れており、とりわけ『八犬伝』は影響が最も色濃く出ているとされる。この他にも馬琴は、パロディである『傾城水滸伝』も書いている。
江戸時代後期の侠客である国定忠治の武勇伝は、のちに水滸伝の影響を受けて脚色された。浪曲や講談で知られる『天保水滸伝』は、侠客笹川繁蔵と飯岡助五郎の物語に水滸伝の名を冠したものである。

### 日本語訳書
明治・大正期以降も百二十回本や百回本を元とする『水滸伝』の翻訳や翻案が生み出された。
以下は主な日本語訳の一覧。
- 久保天随訳補『新訳水滸全伝』七十回本及び百二十回本[注釈 8] 上・下、1911-12年 至誠堂書店 新譯漢文叢書 第9-10編。文語体訳。馬琴・蘭山訳を訂正していったもの。
- 平岡龍城[注釈 9]『標註訓訳水滸伝』七十回本 1-15冊 1914-16年 近世漢文学会。国立国会図書館デジタルコレクション 1冊 2冊 3冊 4冊 5冊 6冊 7冊 8冊 9冊 10冊 11冊 12冊 13冊 14冊 15冊。訓読訳、和装本。
- 幸田露伴『国訳忠義水滸全書』百二十回本 上・中・下、1923-24年 国民文庫刊行会。国立国会図書館デジタルコレクション 18巻 19巻 20巻。訓読体に近い文語体訳。岩波書店刊行の『露伴全集』に翻訳および註釈の部分のみ収録。
- 『水滸伝』吉川幸次郎・清水茂「百回本全訳」、岩波文庫（全13冊）1948-91年。第1-6冊は吉川訳、第7-8冊吉川・清水共訳、第9冊以降は清水訳。内閣文庫所蔵の明刻容輿堂の写真版を底本とする。
  - 『水滸伝 完訳』各・全10冊、岩波書店、1995-96年／岩波文庫、1998-99年。吉川訳は清水が改訳、表記は「吉川幸次郎・清水茂 訳」

ISBN 4000046608、ISBN 4000046616、ISBN 4000046624、ISBN 4000046632、ISBN 4000046640、ISBN 4000046659、ISBN 4000046667、ISBN 4000046675、ISBN 4000046683、ISBN 4000046691。
- 村上知行訳「七十一回本全訳」、修道社（普及版全9巻）、1955-56年

全2巻 1957年 河出書房 世界文学全集 別巻1・2
全4巻 1973年 角川書店
全5巻 1983年 現代教養文庫。訳者没後の出版。
ISBN 4390110810、ISBN 4390110829、ISBN 4390110837、ISBN 4390110845、ISBN 4390110853
全1冊 1987年 第三書館 ISBN 4807487019
- 駒田信二訳『水滸伝』「百二十回本全訳」

平凡社 中国古典文学全集 10-12 上・中・下、1960-61年
同 中国古典文学大系 28-30 上・中・下、1967-1968年、復刊1994年。改訳版(挿絵は内閣文庫の百回本と都立図書館の百二十回本のものを各回に収録)
ISBN 9784582312287、ISBN 9784582312294、ISBN 9784582312300
同 奇書シリーズ 上・中・下、1972年。上記文学大系と同一紙型を利用したものISBN 9784582326017、ISBN 9784582326024、ISBN 9784582326031
同 コンパクト版奇書シリーズ（全10巻 選書判）1990年。ISBN 9784582326109 ほか。改訂版
講談社文庫 全8巻 1984-85年（挿絵がない。わずかに註の部分にあるのみ）
ISBN 4061833804、ISBN 4061833812、ISBN 4061834053、ISBN 4061834061、ISBN 4061834274、ISBN 4061834282、ISBN 406183455X、ISBN 4061834568。
ちくま文庫 全8巻 2005-06年。上記講談社文庫版の新版（訳者没後に刊行）
ISBN 4480421114、ISBN 4480421122、ISBN 4480421130、ISBN 4480421149、ISBN 4480421157、ISBN 4480421165、ISBN 4480421173、ISBN 4480421181
- 佐藤一郎訳「七十回本全訳」集英社（綜合社[注釈 10]編）デュエット版世界文学全集 第3巻、1969年
  - 愛蔵版 世界文学全集 第5巻、1975年。ISBN 4081280053。世界文学全集 ベラージュ 第7・8巻、1979年
- 井波律子訳「百回本全訳」講談社学術文庫（全5巻）、2017-2018年

ISBN 978-4062924511、ISBN 978-4062924528、ISBN 978-4062924535、ISBN 978-4062924542、ISBN 978-4062924559。
- 小松謙訳「詳注全訳水滸伝」汲古書院（予全13巻）、2021年-（刊行中.2023年11月現在第四巻まで刊行）

## 登場人物
水滸伝には数々の豪傑たちが登場する。それぞれ天傷星・天狐星など、百八の魔星の生まれ変わりである。百八とは仏教で言う煩悩の数でもあり、除夜の鐘で突かれる数でもある。

### 梁山泊
- 天魁星 宋江（そうこう） 梁山泊の三代目首領。綽名は呼保義（こほうぎ）。
- 天機星 呉用（ごよう） 梁山泊の軍師。綽名は智多星（ちたせい）。
- 天間星 公孫勝（こうそんしょう） 道術使いの道士。綽名は入雲竜（にゅううんりゅう）。
- 天雄星 林冲（りんちゅう） 槍の名手。中国で「教頭」といえばこの人のこと。綽名は豹子頭（ひょうしとう）。
- 天英星 花栄（かえい） 弓の名手。宋江の無二の親友。綽名は小李広（しょうりこう）。
- 天貴星 柴進（さいしん） 後周皇帝の子孫。綽名は小旋風。
- 天孤星 魯智深（ろちしん） 大力無双の破戒僧。綽名は花和尚（かおしょう）。
- 天傷星 武松（ぶしょう） 拳法の達人。綽名は行者（ぎょうじゃ）。
- 天暗星 楊志（ようし） 顔に青痣を持つ武人。綽名は青面獣（せいめんじゅう）。
- 天殺星 李逵（りき） 二丁板斧の使い手。斬り込み隊長。綽名は黒旋風（こくせんぷう）。
- 天微星 史進（ししん） 上半身に9匹の龍の入墨を施している。百八星の中で最初に登場する。綽名は九紋竜（くもんりゅう）。
- 天寿星 李俊（りしゅん） 水軍の総帥。綽名は混江竜（こんこうりゅう）。
- 天巧星 燕青（えんせい） あらゆる事に通じる美青年。綽名は浪子（ろうし）。
- 守護神 晁蓋（ちょうがい） 梁山泊の二代目首領（新生梁山泊としては初代）。百八星には含まれていないが、死後、守護神とされた。
- 王倫（おうりん） 梁山泊の初代首領。落第書生で偏狭な人物。林冲らに悪人として粛清されており、百八星には含まれていない。

### 梁山泊の関係者
- 羅真人（らしんじん） 公孫勝の師で、強大な法力を持つ仙人。
- 王進（おうしん） 史進の師匠。元は八十万禁軍の教頭（武術師範）。

### 官軍、朝廷
- 高俅（こうきゅう） 殿帥府太尉。元幇間。蹴鞠・棒術などに通じるが、心のねじけた悪漢。
- 蔡京（さいけい） 宰相。朝廷の最高権力者で、花石綱や収賄で私腹を肥やす。
- 童貫（どうかん） 枢密使。宦官で禁軍の総帥。帝に媚び売る奸物。
- 楊戩（ようせん） 太尉。四姦の中では一番影が薄い。
- 慕容彦達（ぼようげんたつ） 青州知州。徽宗の妃の慕容貴妃を妹に持ち、それを笠に好き放題をしている。
- 梁世傑（りょうせいけつ） 北京知府。蔡京の娘婿で収賄に精を出す。「梁中書」とも呼ばれる。
- 蔡得章（さいとくしょう） 江州知州。貪欲で傲慢な性格。蔡京の第九子で「蔡九知府」と呼ばれる。
- 高廉（こうれん） 高唐州知州。高俅の従弟にして、強力な妖術使い。
- 宿元景（しゅくげんけい） 太尉筆頭。数少ない清廉な人物。
- 徽宗（きそう） 皇帝。政治に関心がなく、奸臣に朝廷を牛耳られている。

### 梁山泊の敵・市井の人々等
- 耶律輝（やりつき） 遼国王。宋国内の混乱に乗じて大軍を起こし、宋の併呑を目論む。
- 田虎（でんこ） 河北を荒らしまわる盗賊の首領。
- 王慶（おうけい） 淮南の反乱軍の総帥。軽薄な色男。
- 方臘（ほうろう） 花石綱に不満を持つ民衆と喫菜事魔を利用し、江南で反乱を起こした。
- 石宝（せきほう） 方臘軍の将帥。杭州、烏竜嶺にて梁山泊軍の前に立ちはだかる。
- 祝朝奉（しゅくちょうほう） 祝家荘の荘屋。三人の息子とともに、梁山泊を潰そうと企む。
- 曾弄（そうろう） 曾頭市の長。女真族で名を上げるため、梁山泊を狙う。
- 西門慶（せいもんけい） 悪者。豪商で作中屈指の好色漢。小説（二次創作）『金瓶梅』では主人公を務める。
- 潘金蓮（はんきんれん） 武松の兄嫁。絶世の美女で毒婦。『金瓶梅』のもう一人の主人公。

## 回目

### 百回本
- 第一回 張天師祈禳瘟疫 洪太尉誤走妖魔
- 第二回 王教頭私走延安府 九紋龍大鬧史家村
- 第三回 史大郎夜走華陰県 魯提轄拳打鎮関西
- 第四回 趙員外重修文殊院 魯智深大鬧五台山
- 第五回 小覇王酔入銷金帳 花和尚大鬧桃花村
- 第六回 九紋龍剪径赤松林 魯智深火焼瓦罐寺
- 第七回 花和尚倒抜垂楊柳 豹子頭誤入白虎堂
- 第八回 林教頭刺配滄州道 魯智深大鬧野猪林
- 第九回 柴進門招天下客 林冲棒打洪教頭
- 第十回 林教頭風雪山神廟 陸虞候火焼草料場
- 第十一回 朱貴水亭施号箭 林冲雪夜上梁山
- 第十二回 梁山泊林冲落草 汴京城楊志売刀
- 第十三回 急先鋒東郭争功 青面獣北京闘武
- 第十四回 赤髪鬼酔臥霊官殿 晁天王認義東渓村
- 第十五回 呉学究説三阮撞籌 公孫勝応七星聚義
- 第十六回 楊志押送金銀擔 呉用智取生辰綱
- 第十七回 花和尚単打二龍山 青面獣双奪宝珠寺
- 第十八回 美髯公智穏插翅虎 宋公明私放晁天王
- 第十九回 林冲水寨大併火 晁蓋梁山小奪泊
- 第二十回 梁山泊義士尊晁蓋 鄆城県月夜走劉唐
- 第二十一回 虔婆酔打唐牛児 宋江怒殺閻婆惜
- 第二十二回 閻婆大鬧鄆城県 朱仝義釈宋公明
- 第二十三回 横海郡柴進留賓 景陽岡武松打虎
- 第二十四回 王婆貪賄説風情 鄆哥不忿鬧茶肆
- 第二十五回 王婆計啜西門慶 淫婦薬鴆武大郎
- 第二十六回 鄆哥大鬧授官廰 武松闘殺西門慶
- 第二十七回 母夜叉孟州道売人肉 武都頭十字坡遇張青
- 第二十八回 武松威鎮安平寨 施恩義奪快活林
- 第二十九回 施恩重覇孟州道 武松酔打蒋門神
- 第三十回 施恩三入死囚牢 武松大鬧飛雲浦
- 第三十一回 張都監血濺鴛鴦楼 武行者夜走蜈蚣嶺
- 第三十二回 武行者酔打孔亮 錦毛虎義釈宋江
- 第三十三回 宋江夜看小鰲山 花栄大鬧清風寨
- 第三十四回 鎮三山大鬧青州道 霹靂火夜走瓦礫場
- 第三十五回 石将軍村店寄書 小李広梁山射雁
- 第三十六回 梁山泊呉用挙戴宗 掲陽嶺宋江逢李俊
- 第三十七回 没遮欄追趕及時雨 船火児夜鬧潯陽江
- 第三十八回 及時雨会神行太保 黒旋風闘浪裏白跳
- 第三十九回 潯陽楼宋江吟反詩 梁山泊戴宗伝仮信
- 第四十回 梁山泊好漢劫法場 白龍廟英雄小聚義
- 第四十一回 宋江智取無為軍 張順活捉黄文炳
- 第四十二回 還道村受三巻天書 宋公明遇九天玄女
- 第四十三回 仮李逵剪径劫単人 黒旋風沂嶺殺四虎
- 第四十四回 錦豹子小径逢戴宗 病関索長街遇石秀
- 第四十五回 楊雄酔罵潘巧雲 石秀智殺裴如海
- 第四十六回 病関索大鬧翠屏山 拼命三火焼祝家店
- 第四十七回 撲天雕双修生死書 宋公明一打祝家荘
- 第四十八回 一丈青単捉王矮虎 宋公明両打祝家荘
- 第四十九回 解珍解宝双越獄 孫立孫新大劫牢
- 第五十回 呉学究双掌連環計 宋公明三打祝家荘
- 第五十一回 插翅虎枷打白秀英 美髯公誤失小衙内
- 第五十二回 李逵打死殷天錫 柴進失陥高唐州
- 第五十三回 戴宗智取公孫勝 李逵斧劈羅真人
- 第五十四回 入雲龍闘法破高廉 黒旋風探穴救柴進
- 第五十五回 高太尉大興三路兵 呼延灼擺布連環馬
- 第五十六回 呉用使時遷盗甲 湯隆賺徐寧上山
- 第五十七回 徐寧教使鉤鎌槍 宋江大破連環馬
- 第五十八回 三山聚義打青州 衆虎同心帰水泊
- 第五十九回 呉用賺金鈴吊掛 宋江鬧西獄華山
- 第六十回 公孫勝芒碭山降魔 晁天王曾頭市中箭
- 第六十一回 呉用智賺玉麒麟 張順夜鬧金沙渡
- 第六十二回 放冷箭燕青救主 劫法場石秀跳楼
- 第六十三回 宋江兵打北京城 関勝議取梁山泊
- 第六十四回 呼延灼夜月賺関勝 宋公明雪天擒索超
- 第六十五回 托塔天王夢中顕聖 浪裏白跳水上報冤
- 第六十六回 時遷火焼翠雲楼 呉用智取大名府
- 第六十七回 宋江賞馬歩三軍 関勝降水火二将
- 第六十八回 宋公明夜打曾頭市 盧俊義活捉史文恭
- 第六十九回 東平府誤陥九紋龍 宋公明義釈双槍将
- 第七十回 没羽箭飛石打英雄 宋公明棄糧擒壮士
- 第七十一回 忠義堂石碣受天文 梁山泊英雄排座次
- 第七十二回 柴進簪花入禁院 李逵元夜鬧東京
- 第七十三回 黒旋風喬捉鬼 梁山泊双献頭
- 第七十四回 燕青智撲擎天柱 李逵寿張喬坐衙
- 第七十五回 活閻羅倒船偸御酒 黒旋風扯詔謗徽宗
- 第七十六回 呉加亮布四斗五方旗 宋公明排九宮八卦陣
- 第七十七回 梁山泊十面埋伏 宋公明両贏童貫
- 第七十八回 十節度議取梁山泊 宋公明一敗高太尉
- 第七十九回 劉唐放火焼戦船 宋江両敗高太尉
- 第八十回 張順鑿漏海鰍船 宋江三敗高太尉
- 第八十一回 燕青月夜遇道君 戴宗定計賺蕭譲
- 第八十二回 梁山泊分金大買市 宋公明全夥受招安
- 第八十三回 宋公明奉詔破大遼 陳橋駅滴涙斬小卒
- 第八十四回 宋公明兵打薊州城 盧俊義大戦玉田県
- 第八十五回 宋公明夜度益津関 呉学究智取文安県
- 第八十六回 宋公明大戦独鹿山 盧俊義兵鑿青石峪
- 第八十七回 宋公明大戦幽州 呼延灼力擒番将
- 第八十八回 顔統軍陣列混天像 宋公明夢授玄女法
- 第八十九回 宋公明破陣成功 宿太尉頒恩降詔
- 第九十回 五台山宋江参禅 双林鎮燕青遇故
- 第九十一回 張順夜伏金山寺 宋江智取潤州城
- 第九十二回 盧俊義分兵宣州道 宋公明大戦毗陵郡
- 第九十三回 混江龍太湖小結義 宋公明蘇州大会垓
- 第九十四回 寧海軍宋江吊孝 湧金門張順帰神
- 第九十五回 張順魂捉方天定 宋江智取寧海軍
- 第九十六回 盧俊義分兵歙州道 宋公明大戦烏龍嶺
- 第九十七回 睦州城箭射鄧元覚 烏龍嶺神助宋公明
- 第九十八回 盧俊義大戦昱嶺関 宋公明智取清渓洞
- 第九十九回 魯智深浙江坐化 宋公明衣錦還郷
- 第一百回 宋公明神聚蓼児窪 徽宗帝夢遊梁山泊

### 百二十回本
- 第九十一回 宋公明兵渡黄河 盧俊義賺城黒夜
- 第九十二回 振軍威小李広神箭 打蓋郡智多星密籌
- 第九十三回 李逵夢鬧天池 宋江兵分両路
- 第九十四回 関勝義降三将 李逵莽陥衆人
- 第九十五回 宋公明忠感后土 喬道清術敗宋兵
- 第九十六回 幻魔君術窘五龍山 入雲龍兵囲百谷嶺
- 第九十七回 陳瓘諫官陞安撫 瓊英処女做先鋒
- 第九十八回 張清縁配瓊英 呉用計鴆鄔梨
- 第九十九回 花和尚解脱縁纏井 混江龍水灌太原城
- 第一百回 張清瓊英双建功 陳瓘宋江同奏捷
- 第一百一回 謀墳地陰険産逆 踏春陽妖艶生奸
- 第一百二回 王慶因姦喫官司 龔端被打師軍犯
- 第一百三回 張管営因妾弟喪身 范節級為表兄医臉
- 第一百四回 段家荘重招新女 房山寨双併旧強人
- 第一百五回 宋公明避暑療軍兵 喬道清回風焼賊寇
- 第一百六回 書生談笑却強敵 水軍汩没破堅城
- 第一百七回 宋江大勝紀山軍 朱武打破六花陣
- 第一百八回 喬道清興霧取城 小旋風蔵砲撃賊
- 第一百九回 王慶渡江被捉 宋江剿寇成功
- 第一百十回 燕青秋林渡射雁 宋江東京城献俘

## 内容

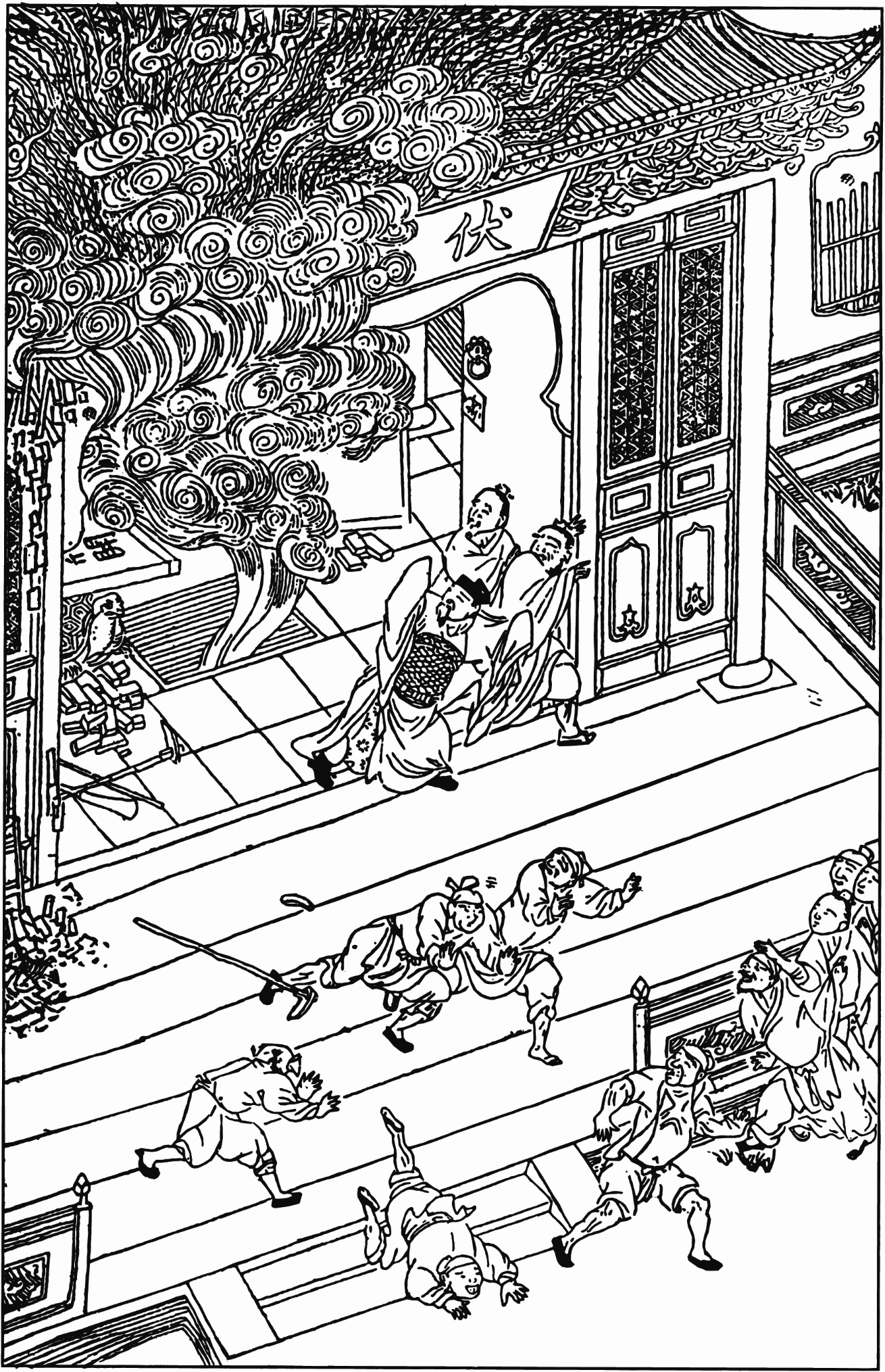
洪太尉、妖魔を走らす

以下は「百二十回本」による。

### 百八の魔星、再び世に放たれる(第1-2回)
北宋は第四代皇帝仁宗の時代、国の全土に疫病が蔓延し、打てる手を尽くした朝廷は最後の手段として、竜虎山に住む仙人張天師に祈祷を依頼するため、太尉の洪信（こうしん）を使者として派遣する。竜虎山に着いた洪信は様々な霊威に遭うが、童子に化身した張天師と会い、図らずも都へと向かわせることが出来た。翌日、道観内を見学する洪信は「伏魔殿」と額のかかった、厳重に封印された扉を目にする。聞けば、唐の時代に、天界を追放された百八の魔星を代々封印している場所で、絶対に開けてはならないという。しかし、これに興味を持った洪信は道士らの制止も聞かず、権力を振りかざして無理矢理扉を開けさせる。中には「遇洪而開（こうにあいてひらく）」という四文字を記した石碑があり、これを退けると、突如目も眩まんばかりの閃光が走り、三十六の天罡星（）と七十二の地煞星（）が天空へと飛び去った。恐れをなした洪信は、皆にこの事を固く口止めして山を降り、都へ戻った。

### 高俅の栄達(第2-7回)
その後、祈祷の霊験があって疫病は収まり、数十年の時が過ぎて、洪大尉を始め、龍虎山での事件を知るものの多くは既に世を去った。天下は第八代皇帝（徽宗）が治める時代となっていたが、その寵臣に高俅という男がいた。この男は、その天才的な蹴鞠の腕だけで異例の出世を遂げた心の拗けた悪漢で、帝の寵愛を笠に好き勝手に振舞っていた。禁軍の棒術師範である王進は、父がゴロツキ時代の高俅を逮捕した事があり、報復を恐れて都から逃げ出す。途中、華州の豪農の一人息子史進に会い、彼に武芸を教授した。史進はその後、しばらくして少華山の山賊と交流を持つようになるが、これが役人に漏れ、故郷を出奔、諸国遍歴の旅に出た。史進は渭水で情に厚く豪放磊落な下級武官魯達と遭う。魯達は悪い高利貸に騙された旅芸人の親子を救おうとするが、誤って高利貸の肉屋を殺してしまい逃走、五台山に逃げ込んで出家し智深と法号を得る。だが、大の酒好きで天衣無縫の魯智深には寺務めは肌に合わず破門、何かと目をかけてくれる禅師の紹介で都の大寺院大相国寺の菜園番となる。

### 梁山泊(第7-16回)
魯智深は都で、禁軍槍棒術師範の林冲と意気投合し義兄弟となる。だが林冲は妻が高俅の息子に横恋慕されたために、無実の罪に陥れられて流罪となり、親友にも裏切られるという悲劇に見舞われる。何度も命を狙われた林冲だが、魯智深や流刑先の大富豪柴進らの助けでなんとか生き延び、柴進の紹介で済州にある山賊の根城、水郷梁山泊へと向かう。梁山泊の首領の王倫は柴進の旧知だが、狭量な男で、林冲の武芸の腕を怖れて入山を渋るものの、周りの取り成しで三日以内に追剥ぎを成功させるという入山試験を課す。三日目に林冲は、任務に失敗して出奔中の武官の楊志と交戦、楊志の腕を見た王倫は林冲への対抗勢力として入山を勧めるが、大赦を機に復職を目指す楊志は拒絶、王倫は渋々林冲の入山を認めざるを得なくなる。一方、都へ向かった楊志は復職に失敗、自暴自棄になっていた所をゴロツキに絡まれこれを殺害、北京大名府での労役という刑罰を与えられるが、そこの御前試合で活躍したことにより留守の梁世傑に気に入られ、図らずも復官を果たす。数カ月後、楊志は梁世傑の舅で宰相の蔡京への莫大な誕生祝（実質は賄賂）・生辰綱の運搬の責任者となった。

### 晁蓋と宋江(第14-32回)
済州鄆城県の名主の晁蓋は民から搾取した不義の財、生辰綱の存在を知り、これを強奪することを計画。呉用・公孫勝ら七人の仲間とともに、計画を実行成功させる。任務に失敗し帰る場所の無くなった楊志は再び放浪の旅に出ていた魯智深らと邂逅、共に青州二竜山に巣食う山賊を退治し、ここを根城とする。一方、晁蓋らは生辰綱強奪の犯人であることが官憲に知れるが、県の役人である宋江らの手助けにより、梁山泊へと逃げ込む。王倫はまたもや彼らを追い出そうとするが、激怒した林冲に斬殺され、晁蓋を首領とする新たな体制が作られる。晁蓋は宋江にお礼の手紙を贈るが、それが宋江の馴染みの芸妓の閻婆惜に奪われてしまう。彼女に恐喝された宋江は思わずこれを殺害、親交のあった柴進の元へ逃れる。そこで彼は体術の達人である武松と親しくなるが、武松はこの後、虎退治や兄の敵討など波乱万丈の末、魯智深たちの二竜山へと入る。

### 九天玄女(第32-42回)
宋江は柴進の屋敷を離れた後、青州清風塞の親友の花栄のもとへ向かう。そこであらぬ騒動に巻き込まれた宋江は花栄や清風山の山賊、自分たちの討伐に派遣された秦明らとともに梁山泊を目指す。途中、宋江のみが故郷の父が病死したとの知らせを受け一行から離脱するが、家に戻ると父は生きており、自分の身を案じた父の策略だったと知る。父の薦めで宋江は自首、江州に流される。ここでも宋江は塩密売の元締め李俊や牢役人の戴宗、李逵らと親しくなるが、悪徳役人に謀反の濡れ衣を着せられ、これを救出しようとした戴宗とともに処刑されかける。処刑の当日、李逵・李俊たち江州の好漢、戴宗の知らせを受け駆けつけた晁蓋ら梁山泊の一行が刑場に乱入して二人を救出、宋江たちはそのまま梁山泊へ入山する。入山後すぐに家族を迎え入れるため宋江は故郷に戻るが、そこで官憲に見つかってしまう。追手から逃れた宋江は古い廟へと逃げ込むが、そこで夢の中に九天玄女が現れ、自分たちがかつてこの世に解き放たれた百八の魔星の転生した姿であることを告げられ、天界に戻るためには今しばらく現世にいて、民を助け忠義を全うし罪を償わなければならないと説かれる。目を覚ました宋江が懐を探ると夢の中で受け取った三巻の天書が入っていた。

### 激闘の梁山泊(第42-60回)
その後、梁山泊に戻った宋江たちだが、これを討伐しようとする者たちとの戦いが待っていた。一名主ながら名うての武芸者が集まる独竜岡の祝家荘、高唐州の知州で妖術使いの高廉、軍神と恐れられる呼延灼の率いる官軍である。梁山泊はこれらとの戦いを勝ち抜き、その度に勢力と名声を拡大していく。また打ち破った呼延灼をはじめ、高廉に捕らえられていた柴進、二竜山の魯智深一行をはじめとする青州の山賊たち、少華山で山賊となっていた史進一行らを仲間に加え一大勢力となった梁山泊だが、官軍の他にもこれを倒して名を挙げようとする者たちが現れる。芒碭山の妖術使いの樊瑞一味は梁山泊に敗れ、降伏するが、女真族の治める曾頭市との戦いは苦戦を強いられ、首領の晁蓋が毒矢に当たり、落命してしまうという悲劇に見舞われる。皆は宋江を次期首領に推すが、「自分の仇を討ったものを次の首領に」という晁蓋の遺言を守ろうとする宋江は固辞、仮の首領となる。

### 百八星集結(第60-71回)
晁蓋の百箇日の法要で北京の大商人の盧俊義の声望を耳にした宋江は彼を仲間に引き入れようと策を巡らすが、盧俊義は梁山泊へ内通したとして役人に逮捕される。盧俊義の忠僕の燕青にこの事を知らされた梁山泊は北京を襲撃してこれを救出、攻め寄せてきた関勝らの討伐軍も打ち破り、仲間に加える。再び攻め込んできた曾頭市との戦いが始まり、これを滅ぼした梁山泊だが晁蓋の仇を討ったのは盧俊義であった。宋江は彼に首領の座を譲ろうとするが盧俊義本人をはじめ皆が反対し、東平府と東昌府をどちらを先に攻め落とした方が首領となるという事に決まる。結果、宋江の率いた軍が先に東平府を陥落させ、改めて宋江が正式の首領に就いた。この戦いで梁山泊の頭領は百八人になっていた。宋江は晁蓋をはじめ、これまでの戦いで死んでいった者たちの大規模な供養式典を執り行うが、その時天から一つの火の玉が降り注ぎ山の南に落下した。火の玉の正体は石碑で、そこには古代文字で宋江ら百八人の頭領と、それに対応する魔星の名が刻まれていた。ここに竜虎山から解き放たれた百八の魔星が一堂に集結したのであった。

### 招安(第71-110回)
百八星集結後、宋江は招安を受けて、朝廷に帰順し官職を授かって国の為に尽くしたいと望むようになるが、林冲や李逵ら頭領の中にはそれに不満を持つものも少なくなかった。招安へ向けての工作は一度目と二度目は失敗、童貫・高俅らが攻め寄せてくるが梁山泊軍はこれを打ち破り、童貫は敗走、高俅を虜とした。林冲らは高俅を殺そうとするが、宋江はあえてこれを送り返し、一方で帝のお気に入りの芸妓李師師を通じて交渉を行い、ついに招安を実現させた。これに不満を持つものも多かったが、結局はこれに従い、梁山泊は晴れて官軍となった(第82回)
。だが梁山泊に何度も煮え湯を飲まされた高俅・蔡京・童貫らはこれを苦々しく思い、宋国に牙を向く異民族や叛徒に対する討伐軍を率いさせて厄介払いする。梁山泊軍は精強かつ士気高く、遼・田虎・王慶を次々と打ち破るが、奸臣たちはこの戦功を揉み消し、何の恩賞も無かった。李俊らは不満を抱き再び朝廷に反旗を翻すよう宋江に求めるが宋江の決意は硬く首を縦に振らなかった。終焉の時は近付いていた。

### 百八星は天に帰す(第110-120回)
王慶戦の直後、公孫勝が一行を去り、蕭譲ら四人が朝廷に引き抜かれ、百八星が初めて欠ける。終焉の始まりであった。江南で大規模な叛乱を起こした方臘の討伐を命じられた梁山泊軍だが、連戦に次ぐ連戦でさすがに疲弊し、また方臘勢には石宝・鄧元覚といったこれまでとは比べ物にならない強敵が多く、さしもの梁山泊も苦戦を強いられた。ようやくこれを倒した時には多くの頭領が命を落とし、百八人いた仲間は三分の一にまで減っていた。凱旋の途中でも李俊・燕青らが脱盟、林冲・魯智深らが死亡し、都に戻ったときには仲間は二十七人に減っていた。二十七人は官職に就いてそれぞれの任地に向かう。朱仝のように出世するもの、呼延灼のようにさらなる敵国との戦いで戦死するもの、阮小七のように官職を剥奪され郷里に戻るもの、柴進のように宮仕えを嫌い郷里で隠遁するもの、戴宗のように出家するものなどそれぞれ違う余生を送った。一方、都の奸臣たちは宋江らの威勢を恐れついに彼らを始末する事にする。まず、都に盧俊義を呼び寄せて毒殺、さらに宋江の任地に帝の賜杯と称して毒酒を送る。宋江は、自分が死んだとなるともっとも謀反を起こす可能性の高い李逵を呼び寄せると二人でこれを仰いだ。夢枕に宋江の死を知った呉用と花栄も自害し、梁山泊はここに滅んだのであった。その後、帝は夢で宋江らの死と奸臣たちの悪巧みを知るが、巧みに言い逃れた奸臣たちは叱責を受けただけで済み、宋江らの墓の前に帝は自ら筆を振るってその忠心を称える廟を建て、百八人を象った像を安置した。この廟は度々霊験を表し、土地のものによって末永く祭られたのであった。

## 続作
- 金瓶梅

蘭陵笑笑生作?。全100回。明代に成立。
『水滸伝』第23 - 27回の内容を大幅に拡張したスピンオフ作品で、『水滸伝』とともに四大奇書の1つに数えられる。
- 後水滸伝

青蓮室主人作。全45回。明末清初の作品。
『水滸伝』の豪傑宋江らが楊么ら37人の賊として生まれ変わり、洞庭湖をねじろに乱をおこすが、岳飛に討伐される。
- 水滸後伝

陳忱著。全40回。1664年。
靖康の変、李俊の後日譚を敷衍し、百八星の生き残りが再び集結する過程を描いた小説。
日本語訳は森槐南訳、鳥居久靖訳、寺尾善雄による抄訳がある。
- 結水滸伝（蕩寇志）

兪万春作。全71回。清末の刊。
70回本の続編という体裁。梁山泊が官軍に掃討される。
- 水滸新伝

農民起義の観点から、登場人物、物語に大幅な改編が見られる。

## 派生作品
Category:水滸伝を題材とした作品も参照。

### 小説
- 新・水滸伝 - 吉川英治の小説。未完だが70回本としては完了。現：吉川英治歴史時代文庫 全4巻。
- 柴錬水滸伝 われら梁山泊の好漢 - 柴田錬三郎の小説。未完。
- 新釈水滸伝 - 津本陽の小説。原作に忠実だが、驚くべきところで話が切れてしまう。
- 北方謙三 水滸伝（1999年-2004年） - 北方謙三の小説。
  - 楊令伝（2006年-2010年） - 北方謙三の小説、続編。
  - 岳飛伝（2011年-2016年） - 北方謙三の小説、『北方謙三 水滸伝』『楊令伝』『岳飛伝』三作を併せ「大水滸伝シリーズ」である。
- 悲華水滸伝（1998年）- 杉本苑子の小説。
- 群星、梁山泊に翔ける 新誌・水滸伝（1998年）- 谷恒生
- 水滸伝（2015年） - 平谷美樹の歴史小説、第一部のみ。
- 新・水滸後伝（2018年）- 田中芳樹
- SF水滸伝（1977年） - 石川英輔。『水滸伝』を未来の宇宙空間に置き換えた作品。
- もろこし銀侠伝（東京創元社、2007年） - 秋梨惟喬による、梁山泊百八星のうち、目立たない人物を主人公にしたオリジナルストーリー集。
- 魔界水滸伝（1981年 - 1991年） - 栗本薫。現代に置き換えた長編伝奇風小説。
  - 魔界水滸伝外伝 白銀の神話（1991年 - 1993年） - 日本の戦国時代が舞台。
  - 新・魔界水滸伝（1995年 - 1996年） - 宇宙が舞台。
- 妖世紀水滸伝（1990年-1995年） - 吉岡平。『水滸伝』を現代に置き換えたライトノベル作品、アニメ作品。
  - 水滸伝 伏龍たちの凱歌（1995年） - 吉岡平。
- 一〇八星伝 天破夢幻のヴァルキュリア（2015年-） - 逢巳花堂による、ライトノベル作品。電撃文庫。百八人が美少女に置き換わったファンタジー。
- 俗物図鑑（1972年） - 筒井康隆。『水滸伝』を下敷きにしたパロディ小説。
- 世界文学全集(集英社、1992)、「普及版世界文学全集」文庫 - 清水義範 - パロディ。

### 映画
- 混江龍李俊（1940年） - 中国映画。日本未公開。
- 水滸伝（1942年） - 榎本健一主演の日本映画。
- 豹子頭林沖（1950年） - 香港映画。日本未公開。
- 花和尚大鬧五台山（1950年） - 香港映画。日本未公開。
- 宋江怒殺閻婆惜（1950年） - 香港映画。日本未公開。
- 三打祝家莊（1951年） - 香港映画。日本未公開。
- 一丈青（1951年） - 香港映画。日本未公開。
- 武松血濺獅子樓（1956年） - 関徳興主演の香港映画。日本未公開。
- 水滸傳 知取生辰綱（1957年） - 香港映画。日本未公開。
- 武松打虎（1959年） - 香港映画。日本未公開。
- 水滸伝（1972年） - デビッド・チャン、黒沢年雄、丹波哲郎らが出演した香港映画。
- 水滸伝 杭州城決戦（1975年） - ティ・ロン、デビッド・チャンらが出演した上記作品の続編的香港映画。
- 七彩カートゥーン老夫子：水虎伝（1982年） - 香港映画。日本未公開。
- 水滸伝（1983年） - エディ・マ監督による中国・香港合作映画。
- 水滸外傳（1984年） - レオン・カーヤン主演の台湾映画。日本未公開。
- 水滸伝 男たちの挽歌（1993年） - レオン・カーフェイ主演の香港映画。
- 水滸笑傳（1993年） - サミュエル・ホイ主演の香港映画。日本未公開。
- 水滸傳之英雄好色（1999年） - 香港映画。日本未公開。
- 水滸伝 決戦!白龍城（2000年） - 中国映画。
- 水滸笑傳之黑店尋寶（2003年） - 香港映画。日本未公開。
- 水滸笑傳之金球疑案（2003年） - 香港映画。日本未公開。
- 新水滸英雄傳（2004年） - 香港映画。日本未公開。
- 劇場版 水滸伝（2013年） - 2011年の中国ドラマ『水滸伝』の日本オリジナル再編集版。
- 水滸英雄伝（2018年） - 中国映画。
- タイガーハンター 水滸外伝（2020年） - 中国映画。

### テレビドラマ
- 水滸伝 - 中村敦夫主演。1973年10月～1974年3月日本テレビ系で放送されたテレビドラマ。
- 水滸（中国語版） - 1983年の中国山東電視台（中国語版）制作の連続ドラマ。日本未公開。
- 水滸伝 永遠なる梁山泊 - 1998年の中国中央電視台制作の連続ドラマ。全43話。
- 水滸伝 英雄譜 - 2008年より製作されている中国のテレビ映画シリーズ。
- 水滸伝 - 2011年の北京如意吉祥影視策劃有限公司制作の中国ドラマ。全86話。
- 水滸伝 林冲 - 2019年の中国ドラマ。

### 漫画
- 水滸伝（1967年 - 1971年）横山光輝作
- 水滸伝（1979年 - ） 久保田千太郎原作 真崎守作画
- 水滸伝 久保田千太郎原作 沼田清作画
- 水滸伝 さいとうたかを 作
- 水辺物語（2004年 - 2006年）ファンタジー漫画化作品
- ときめき水滸伝（2005年）おりもとみまな作
- 月の蛇 〜水滸伝異聞〜（2009年 - ）中道裕大作
- AKABOSHI -異聞水滸伝-（2009年）天野洋一作

### コンピュータゲーム
- 水滸伝・天命の誓い（1989年）光栄から発売された、『水滸伝』を元にしたシミュレーションゲーム、続編として『水滸伝・天導一〇八星』も発売された
- 幻想水滸伝シリーズ（1995年 - ）コナミから発売された『水滸伝』をファンタジーに翻案したロールプレイングゲーム
- 水滸演武（1996年）データイーストから発売された対戦型格闘ゲーム

### 画集
- 絵巻水滸伝 - キノトロープ製作、正子公也イラスト、森下翠テキスト